# Дубково (Тверська область)
Дубково (рос. Дубково) — присілок в Калінінському районі Тверської області Російської Федерації.
Населення становить 9 осіб. Входить до складу муніципального утворення Кулицьке сільське поселення.

## Історія
Від 2005 року входить до складу муніципального утворення Кулицьке сільське поселення.

## Населення
| 2010 |
| ---- |
| 9    |